# Амбар од плетера у Кикинди
Амбар од плетера у Кикинди представља непокретно културно добро као споменик културе. Налази се у Немањиној улици бр. 178. Под заштитом је Међуопштинског завода за заштиту споменика културе Суботица.

## Историја
Амбар у Кикинди је направљен од плетера, са унутрашње стране је облепљен блатом. Покривен је трском на простој дрвеној конструкцији. Припада типу покретних амбара с обзиром да је део за смештај жита постављен на два дрвена, паралелна балвана и на тај начин је могао да се премешта са једног места на друго у окућници. У централни регистар је уписан 3. фебруара 2011. под бројем СК 2079, а у регистар Међуопштинског завода за заштиту споменика културе Суботица 6. новембра 1998. под бројем СК 100. За споменик културе је изабран због типичности за одређено подручје северног Баната, аутентичности примењених материјала при његовој изради и чињенице да је ово једини сачувани објекат ове врсте.